# Вешкелица
Ве́шкелица (карел. Veškelüs) — старинное карельское село, административный центр Вешкельского сельского поселения Суоярвского района Республики Карелия.

## Общие сведения
Село расположено в 100 км от столицы республики — города Петрозаводска — на берегах семи небольших озёр — Кирикиярви, Маткаярви, Ковераярви и других. Рельеф местности сильно пересечённый, с крутыми береговыми склонами и холмами со значительным перепадом высот.
Через село проходит автодорога Петрозаводск — Суоярви.
Село является групповой системой населённых мест, состоявшей в прошлом из малодворных крестьянских поселений, располагавшихся на холмах нынешней Вешкелицы — Кириккемяги, Паппила, Падагья, Маккойла, Ватчейла, Никкойла, Педри, Хошкойла.
В селе имеются средняя школа, детский сад, детский дом для детей-сирот, медпункт, отделение связи, магазины, дом культуры, библиотека и музей истории села, а также действует этнокультурный центр «Вешкелюс».

## История

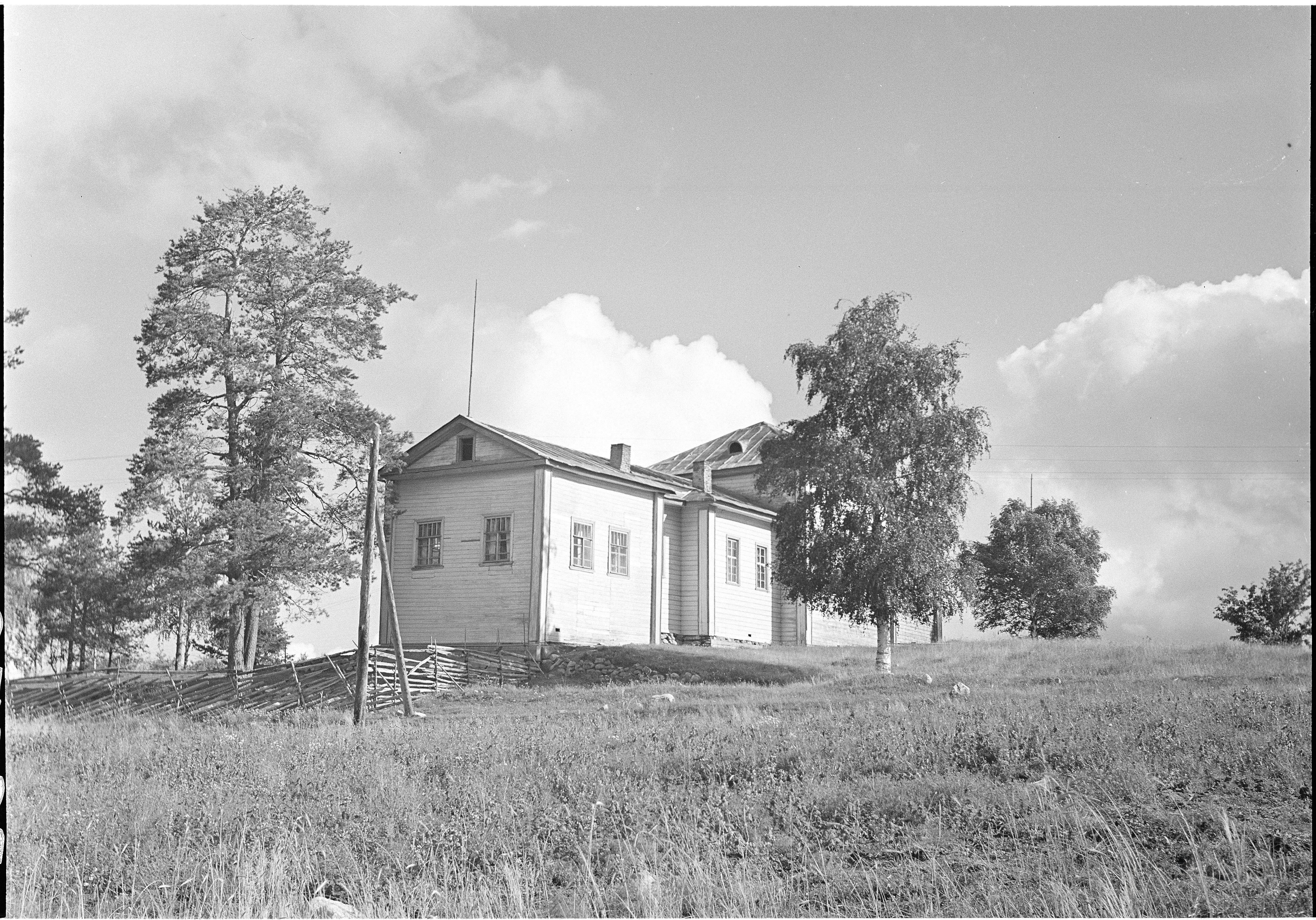
Клуб в здании Покровской церкви (1941 г.)

По сведениям на 1911 год, в Вешкелице действовало одноклассное училище.
20 октября 1935 года, постановлением Карельского ЦИК, в деревне была закрыта церковь.
15 марта 1956 года в селе был создан ликвидированный в 2000-е годы совхоз «Вешкельский» на базе Вешкельской машинно-тракторной станции и пяти колхозов.
В 1989 году из деревни Кангозеро в Вешкелицу была перевезена и установлена деревянная часовня в честь Георгия Победоносца — федеральный памятник архитектуры XVI—XVII вв..
В центре села находится региональный памятник истории — братская могила 30 советских воинов, погибших в годы Советско-финской войны (1941—1944).

## Население
| 2002 | 2009 | 2010 | 2013 |
| ---- | ---- | ---- | ---- |
| 666  | ↘630 | ↘508 | ↗529 |

## Улицы Вешкелицы
- Гагарина ул.
- Гористая ул.
- Заозерная ул.
- Калинина ул.
- Каменистая ул.
- Комсомольская ул.
- Лесная ул.
- Мира ул.
- Октябрьская ул.
- Победы ул.
- Советская ул.
- Школьная ул.
- Стойкина ул.

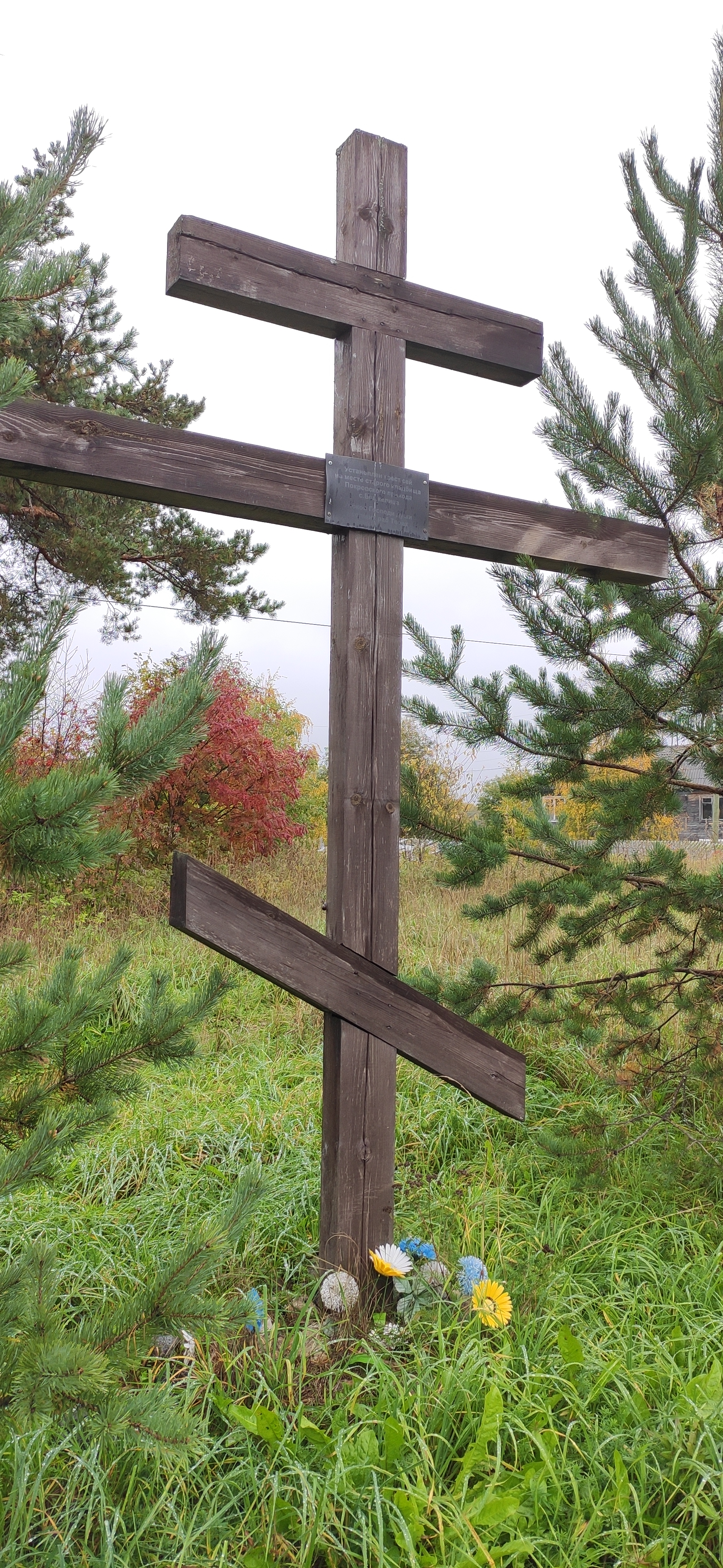
Поклонный крест на месте утраченной Покровской церкви
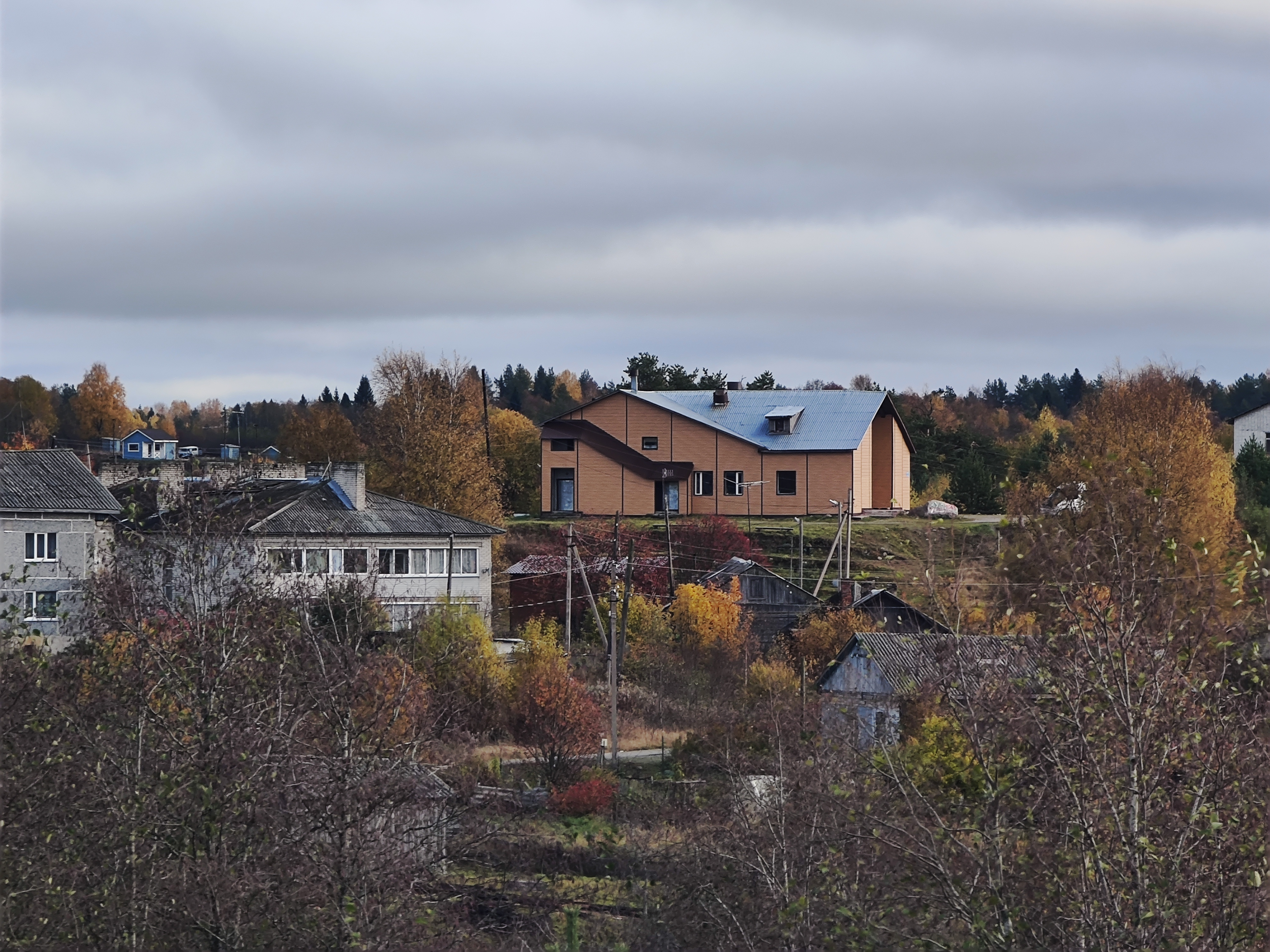
Этно-культурный центр «Вешкелюс»
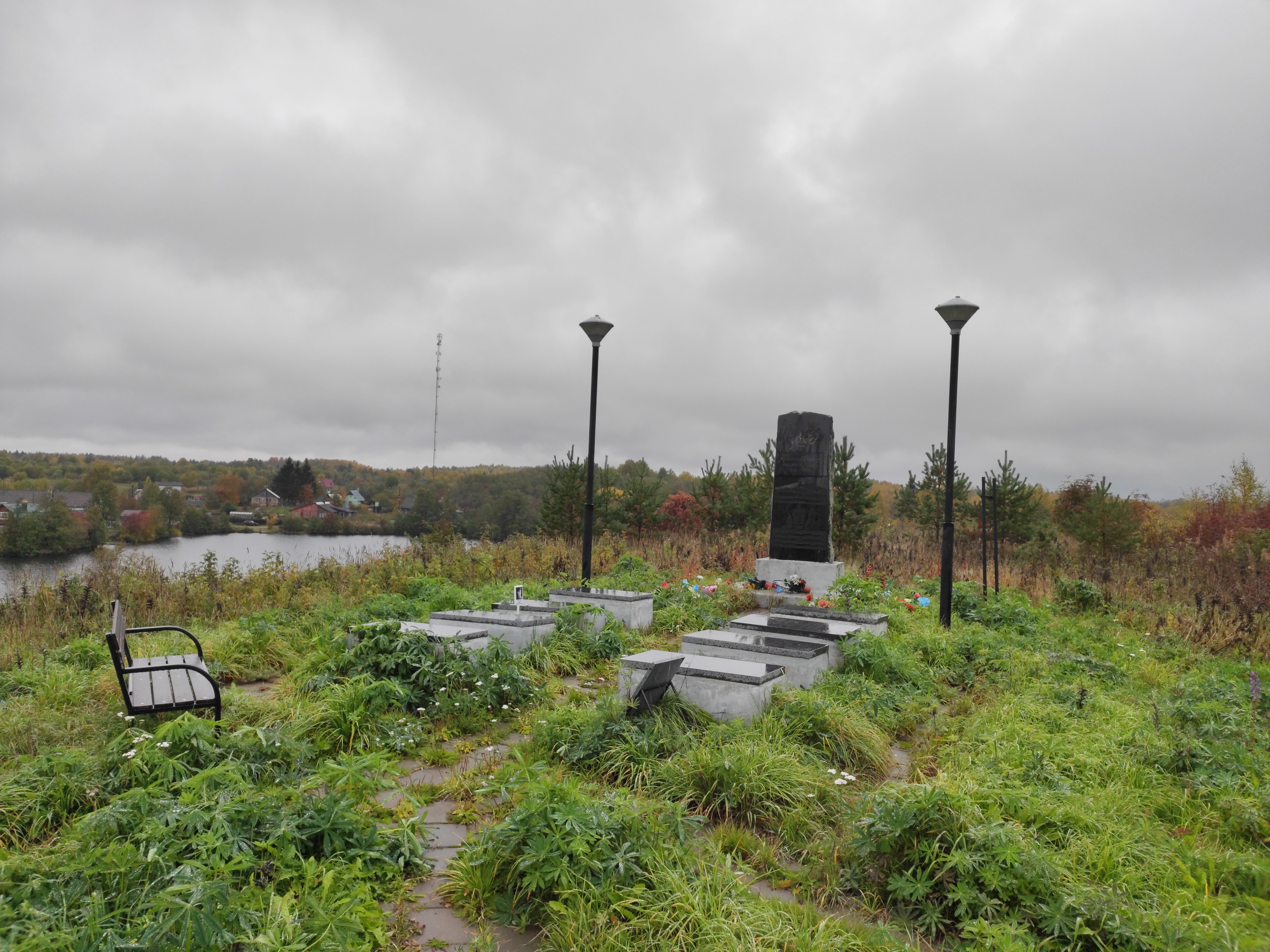
Братская могила  Объект культурного наследия № 1000837000№ 1000837000
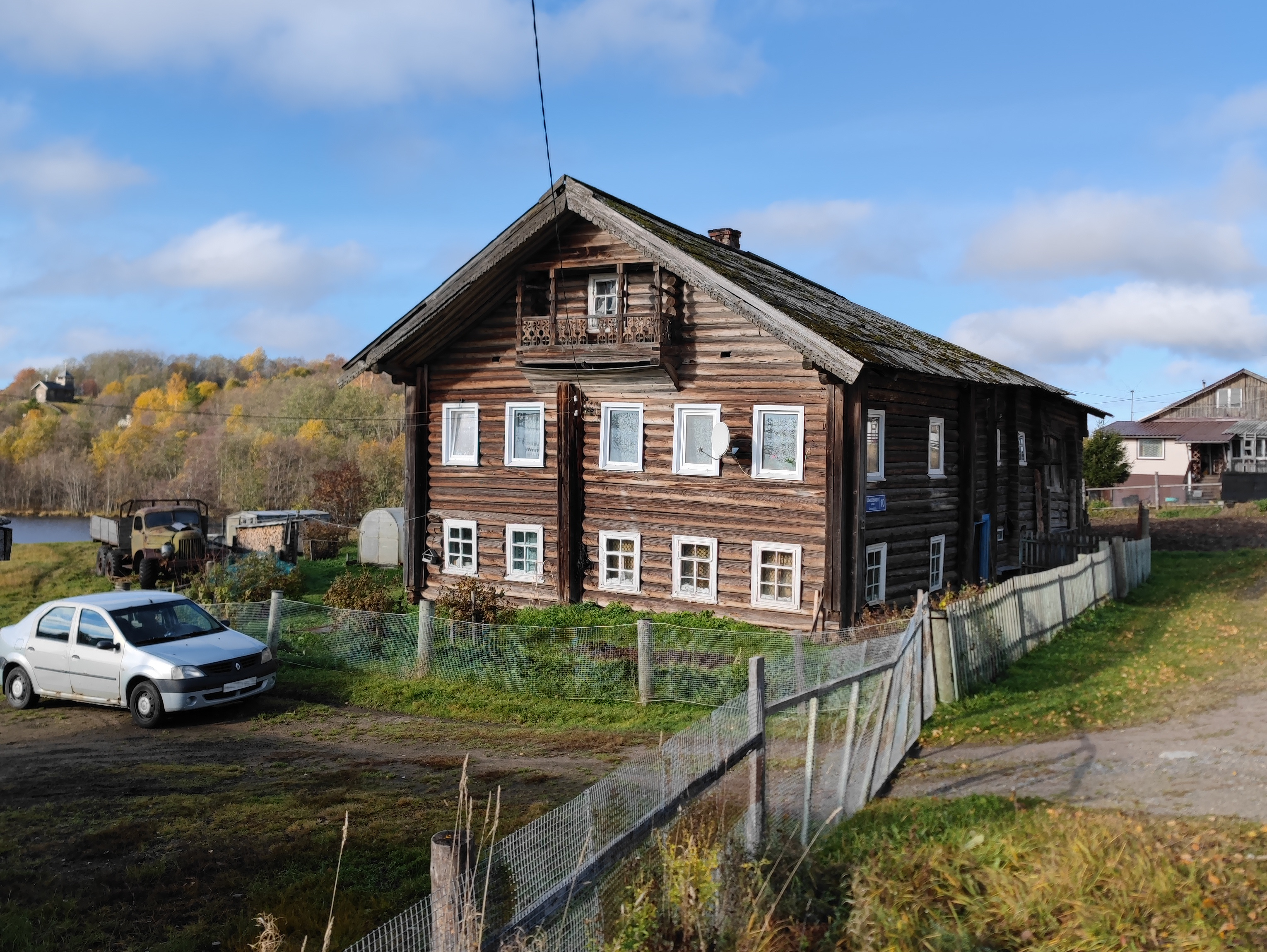
Жилой дом Сорокина  Объект культурного наследия № 1030822000№ 1030822000